# جیمی آیوین
جیمی آیوین (انگلیسی: Jimmy Iovine؛ زادهٔ ۱۱ مارس ۱۹۵۳) تهیه‌کننده پیشین موسیقی رسانه دار و سرمایه‌دار رسانه‌ای اهل ایالات متحده آمریکا است. وی از هم‌بنیان گذاران شرکت موسیقی اینترسکوپ رکوردز و رئیس هیئت مدیره و مدیر اجرایی اینترسکوپ گفن ای‌اندام رکوردز که زیر شاخه‌ ای از یونیورسال میوزیک تا سال ۱۹۹۹ بود شناخته می‌شود.
او در ساخت و تولید بیش از ۲۵۰ تا آلبوم موسیقی نقش داشته است.
آیوین در سال ۲۰۰۶ به همراه دوست صمیمی‌اش دکتر دره که تهیه‌کننده موسیقی است شرکت بیتس الکترونیکس را بنیان‌گذاری کرد